# Talhadia
Imagem acima: Pouco tempo após a talhadia.
A talhadia é o método tradicional na gestão florestal de cortar uma árvore até ao cepo, o que em muitas espécies estimula o crescimento de novos rebentos a partir do cepo ou das raízes, resultando, em última análise, no crescimento da árvore. Numa madeira cortada, que é chamada de talhada, os caules das árvores jovens são cortados repetidamente até próximo ao nível do solo, o cepo vivo resultante é chamado de cepo vivo. Surge um novo crescimento e, depois de alguns anos, a árvore cortada é colhida e o ciclo começa novamente. A talhadia de cabeça (ou talhadia alta) é um processo semelhante realizado num nível superior da árvore para evitar que os animais que pastam comam novos rebentos. Daisugi (台杉, onde sugi refere-se ao cedro japonês), é uma técnica japonesa semelhante.
Muitas práticas de silvicultura envolvem corte e rebrotamento; a talhada tem sido importante em muitas partes das terras baixas da Europa temperada.A prática generalizada e de longo prazo de corte como uma indústria em escala paisagística é algo que permanece de especial importância no sul da Inglaterra.
Tipicamente, uma floresta talhada é colhida em secções ou golpes em rotação. Desta forma, uma colheita está disponível todos os anos em algum lugar da floresta. A talhadia tem o efeito de proporcionar uma rica variedade de habitats, uma vez que a floresta tem sempre uma variedade de talhadias de diferentes idades a crescer, o que é benéfico para a biodiversidade. A duração do ciclo depende da espécie cortada, do costume local e do uso do produto. A bétula pode ser cortada para obter estilhas num ciclo de três ou quatro anos, enquanto que o carvalho pode ser cortado num ciclo de cinquenta anos para obter postes ou lenha.
As árvores talhadas não morrem de velhice, pois a talhadia mantém a árvore na fase juvenil, permitindo-lhes atingir idades imensas. A idade dos cepos pode ser estimada a partir do seu diâmetro; alguns são tão grandes — até 5,5 metros de diâmetro — que se acredita que tenham sido continuamente cortados durante séculos.

## História
As evidências sugerem que a talhadia tem sido praticada continuamente desde a pré-história. Os caules cortados são caracteristicamente curvados na base. Esta curva ocorre à medida que os caules concorrentes crescem para fora dos cepos nos estágios iniciais do ciclo e depois sobem em direção ao céu à medida que a copa se fecha. A curva pode permitir a identificação de madeira serrada de talhadia em sítios arqueológicos. A madeira em Sweet Track em Somerset (construída no inverno de 3.807 e 3.806 a.C.) foi identificada como espécie de Tilia talhada.
Nos séculos XVI e XVII, a tecnologia de produção de carvão vegetal tornou-se amplamente estabelecida em Inglaterra, continuando em algumas áreas até finais do século XIX. Juntamente com a necessidade crescente de casca de carvalho para curtimento, isto exigia grandes quantidades de madeira de talhadia. Com esta gestão de talhadia, a madeira poderia ser fornecida para essas indústrias em crescimento, em princípio, indefinidamente. Isto foi regulamentado por um estatuto de 1544 de Henrique VIII, que exigia que as madeiras fossem fechadas após o corte (para evitar a pastagem por animais) e que 12 standels (padrões ou árvores maduras não cortadas) fossem deixadas em cada acre, para serem cultivadas para madeira. A talhadia com padrões (caules individuais dispersos que podem crescer através de vários ciclos de talhadia) tem sido comummente usada na maior parte da Europa como forma de dar maior flexibilidade ao produto florestal resultante de qualquer área. A floresta fornece o pequeno material da talhadia, bem como uma variedade de madeira maior para usos como construção de casas, reparo de pontes e fabrico de carroças.
No século XVIII, o corte de árvores na Grã-Bretanha começou um longo declínio. Isto foi provocado pela erosão dos seus mercados tradicionais. A lenha deixou de ser necessária para usos domésticos ou industriais, pois o carvão e o coque tornaram-se facilmente obtidos e transportados, e a madeira como material de construção foi gradualmente substituída por materiais mais novos. A talhadia desapareceu primeiro no norte da Grã-Bretanha e contraiu-se continuamente em direção ao sudeste até que, na década de 1960, a talhadia comercial ativa estava fortemente concentrada em Kent e Sussex.

## Prática
Os rebentos podem ser usados no seu estado jovem para entrelaçar em cercas de pau a pique (como é a prática com salgueiros e aveleiras cortados), ou os novos rebentos podem crescer em grandes postes, como era frequentemente o costume com árvores como carvalhos ou freixos. Isso cria postes longos e retos que não possuem as curvas e bifurcações das árvores cultivadas naturalmente. O corte pode ser praticado para estimular padrões de crescimento específicos, como acontece com as árvores da canela que são cultivadas pela sua casca.
Outro sistema mais complicado é a denominada talhadia composta. Aqui alguns dos padrões seriam deixados, alguns colhidos. Seria permitido que parte da talhadia crescesse em novos padrões e alguma talhadia regenerada permaneceria lá. Assim, haveria três classes de idade. As madeiras nobres talhadas eram amplamente utilizadas em carruagens e na construção naval, e às vezes ainda são cultivadas para o fabrico de edifícios e móveis de madeira.

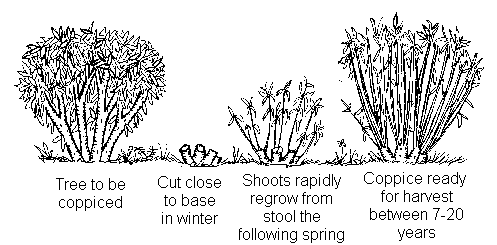
Diagrama ilustrando o ciclo de corte ao longo de um período de 7 a 20 anos

O vime para trabalho em vime é cultivado em talhadias de várias espécies de salgueiro, principalmente vimieiro.
Em França, os castanheiros são cortados para uso como bengalas e bâtons para a arte marcial canne de combat (também conhecida como Bâton français).
Algumas espécies de eucalipto são talhadas em vários países, incluindo Austrália, América do Norte, Uganda e Sudão.
A árvore Shorea robusta é talhada na Índia, e a acácia-branca é talhada em muitos países, incluindo a Índia.
Por vezes, a talhadia antiga é convertida em floresta de alta cobertura pela prática do isolamento. Todos os caules em crescimento, exceto um, são cortados, deixando o restante crescer como se fosse uma árvore virgem (não cortada).
Os limites dos golpes de talhadia às vezes eram marcados pelo corte de certas árvores como talhadia alta ou de cepos.

### Reino Unido

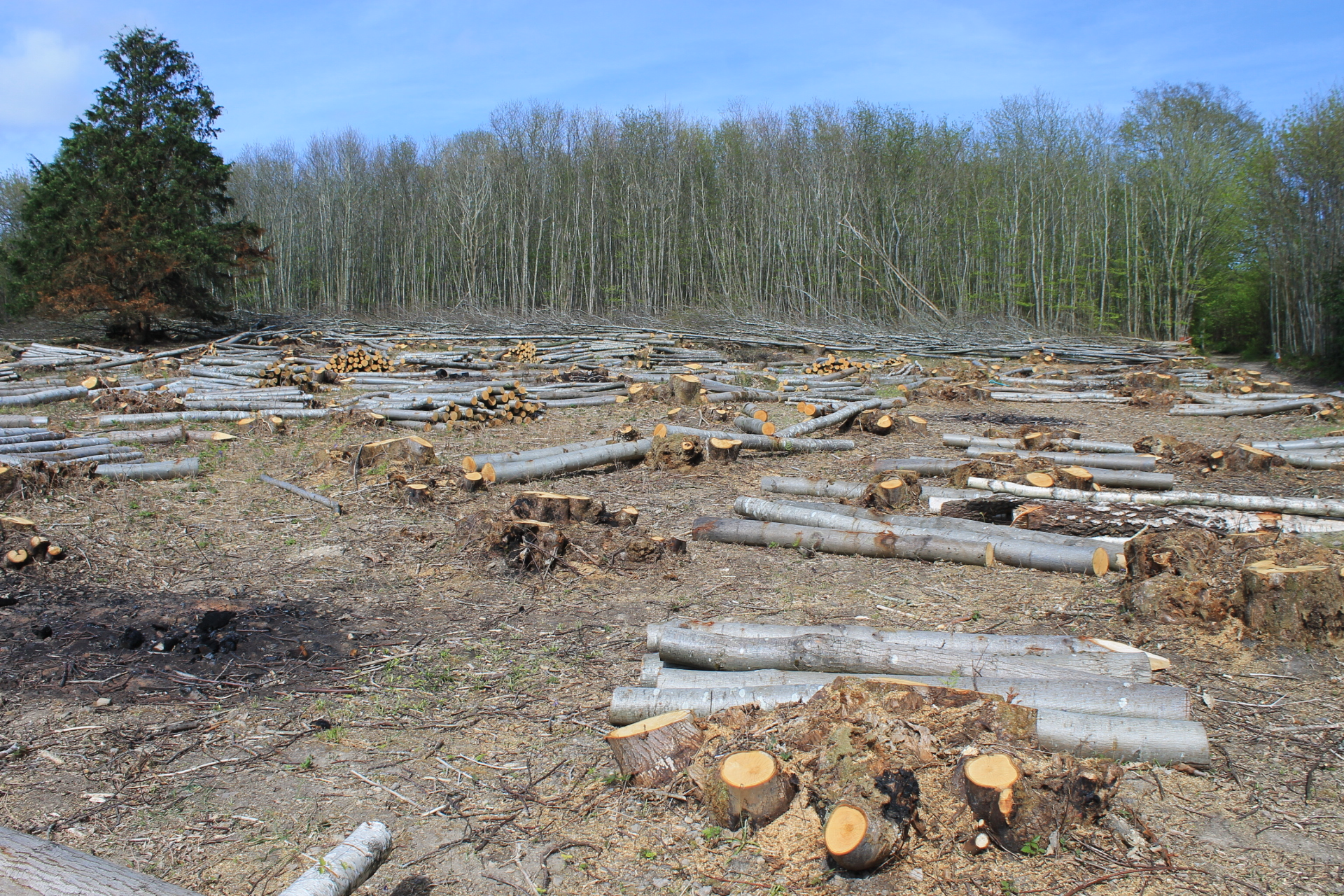
Floresta de castanheiros recentemente talhada perto de Petworth, em West Sussex

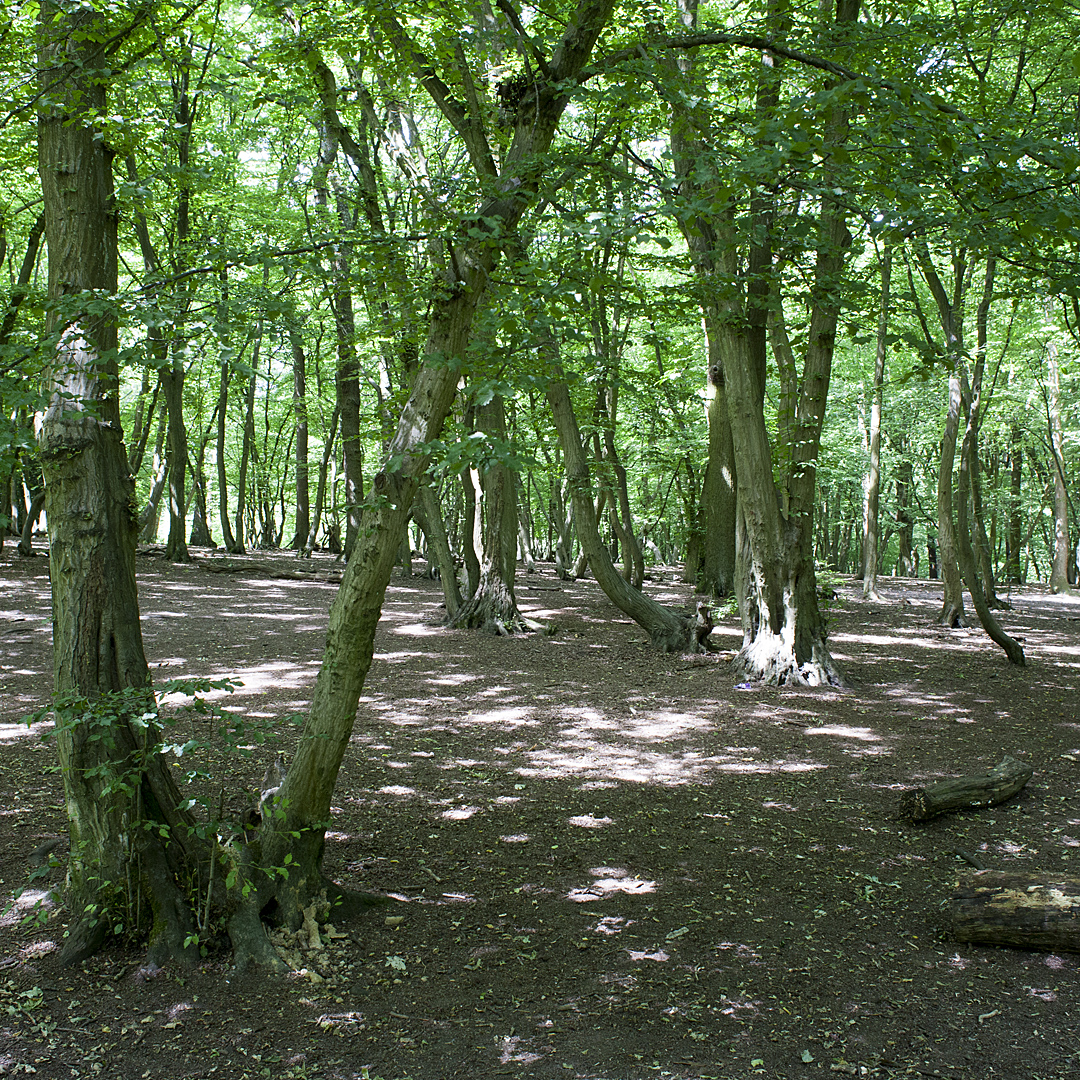
Antigos cepos vivos de talhadia de choupo deixados sem cortes por pelo menos 100 anos. Coldfall Wood, Londres

No sul da Grã-Bretanha, a talhadia era tradicionalmente de avelã, carpino, bordo, freixo, castanha doce, ocasionalmente salgueiro, olmo, tília de folhas pequenas e raramente carvalho ou faia, cultivada entre padrões carvalhos-roble ou carvalhos-brancos, freixo ou faia. Nas zonas húmidas foram utilizados amieiros e salgueiros. Hoje, um número pequeno e crescente de pessoas ganha a vida total ou parcialmente trabalhando em talhadias, em locais como o Weald and Downland Living Museum.
As talhadias forneciam madeira para muitos fins, especialmente carvão vegetal, antes do carvão se ter tornado economicamente significativo na fundição de metal. Uma minoria destas madeiras ainda hoje é explorada para talhadia, muitas vezes por organizações de conservação, produzindo material para construção de obstáculos, vergas de palha, queima de carvão local ou outros artesanatos. A única cultura comercial de talhadia em grande escala remanescente na Inglaterra é a castanha doce, que é cultivada em partes de Sussex e Kent. Grande parte desta foi estabelecida como plantações no século XIX para a produção de varas de lúpulo (as varas de lúpulo são usadas para apoiar a planta de lúpulo durante o cultivo de lúpulo) e hoje é cortada num ciclo de 12 a 18 anos para divisão e ligação em cercas de estacas de castanheiro, ou num ciclo de 20 a 35 anos para cercas de postes e trilhos fendidos, ou para serrar em pequenos comprimentos para serem unidos por malhetes para uso arquitetónico. Outro material vai para o fabrico de cercas agrícolas e para ser triturado para modernos sistemas de aquecimento a lenha.
No noroeste da Inglaterra, a talhadia com padrões tem sido a norma, os padrões geralmente de carvalho com relativamente poucas talhadias simples. Após a Segunda Guerra Mundial, muitas foram plantadas com coníferas ou foram negligenciadas. O trabalho em talhadia quase desapareceu, embora alguns homens continuassem na floresta.

## Fauna

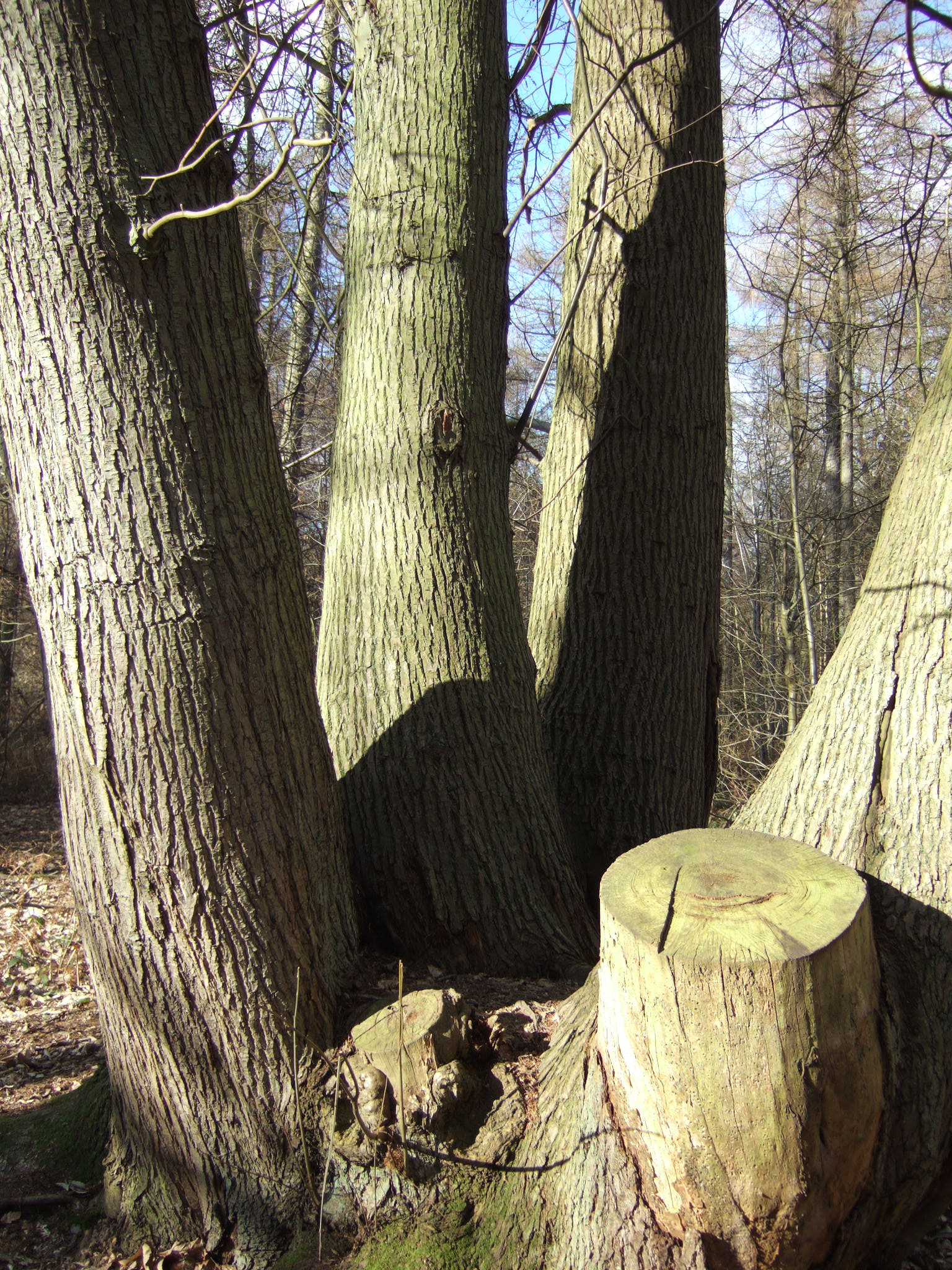
Cepos vivos de talhadia de castanha doce, Banstead Woods, Surrey

A gestão da talhadia favorece uma variedade de vida selvagem, muitas vezes de espécies adaptadas a florestas abertas. Após o corte, o aumento da luz permite que a vegetação existente no solo da floresta, como campânula, anémona e prímula, cresça vigorosamente. Frequentemente, amoreiras crescem ao redor dos cepos, encorajando insetos ou vários pequenos mamíferos que podem usar as amoreiras como proteção contra predadores maiores. As pilhas de lenha (se deixadas na talhadia) incentivam a entrada de insetos, como besouros, na área. A área aberta é então colonizada por muitos animais como o rouxinol, o noitibó europeu e as borboletas fritilares. À medida que o coberto cresce, a copa fecha-se e torna-se novamente inadequada para estes animais — mas numa talhadia gerida ativamente há sempre outro golpe recentemente cortado nas proximidades, e as populações, portanto, deslocam-se, seguindo a gestão da talhadia.
No entanto, a maioria das matas britânicas não tem sido gerida desta forma há muitas décadas. Os caules da talhadia cresceram altos (diz-se que a talhadia é overstood), formando uma floresta fortemente sombreada com muitos caules próximos e espaçados com pouca vegetação rasteira. Os animais da floresta aberta sobrevivem em pequenos números ao longo dos passeios pela floresta ou não sobrevivem, e muitas dessas espécies antes comuns tornaram-se raras. A talhadia overstood é um habitat de biodiversidade relativamente baixa — não suporta as espécies de floresta aberta, mas também não suporta muitas das espécies características da floresta alta, porque carece de muitas características da floresta alta, como madeira morta substancial, clareiras e caules de idades variadas. A gestão de conservação adequada destas talhadias abandonadas pode consistir no reinício da gestão das talhadias ou, em alguns casos, pode ser mais apropriado utilizar a separação e o desmatamento selectivo para estabelecer uma estrutura de floresta alta.

## Ocorrência natural
O crescimento de talhadia e de talhadia alta é uma resposta da árvore aos danos e pode ocorrer naturalmente. As árvores podem ser atacadas ou quebradas por grandes animais herbívoros, como gado ou elefantes, derrubadas por castores ou levadas pelo vento. Algumas árvores, como a tília, podem produzir uma linha de rebentos de talhadia a partir de um tronco caído e, às vezes, estes desenvolvem-se numa linha de árvores maduras. Para algumas árvores, como a faia comum (Fagus sylvatica), o corte é mais ou menos fácil dependendo da altitude: é muito mais eficiente para árvores em zona montanhosa.

## Para energia de biomassa
A talhadia de salgueiro, amieiro e choupo para produção de madeira energética provou ser um sucesso comercial. O Willow Biomass Project, nos Estados Unidos, é um exemplo disso. Neste caso, a talhadia é feita de forma a que possa ocorrer um corte anual ou, mais provavelmente, trianual. Isso parece maximizar o volume de produção do local. Esse crescimento frequente significa que os solos podem ser facilmente esgotados e, portanto, muitas vezes são necessários fertilizantes. O stock também se esgota após alguns anos e será substituído por novas plantas. O método de colheita de madeira energética pode ser mecanizado através da adaptação de máquinas agrícolas especializadas.
As espécies e cultivares variam em termos de quando devem ser cortadas, tempos de regeneração e outros fatores. No entanto, a análise completa do ciclo de vida mostrou que os choupos têm um efeito menor nas emissões de gases com efeito de estufa para a produção de energia do que as alternativas.

## Galeria

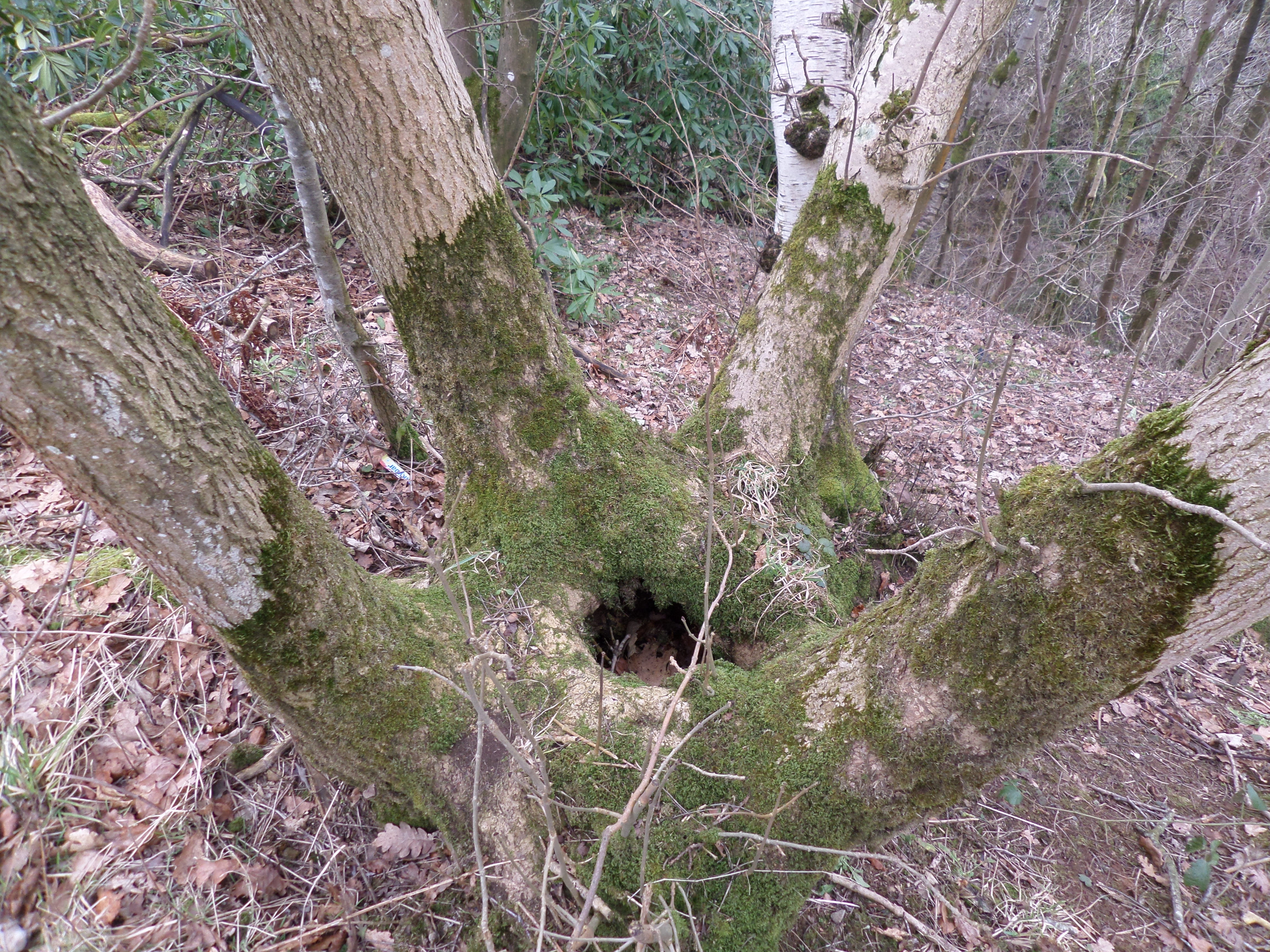
Cepo talhado de freixo
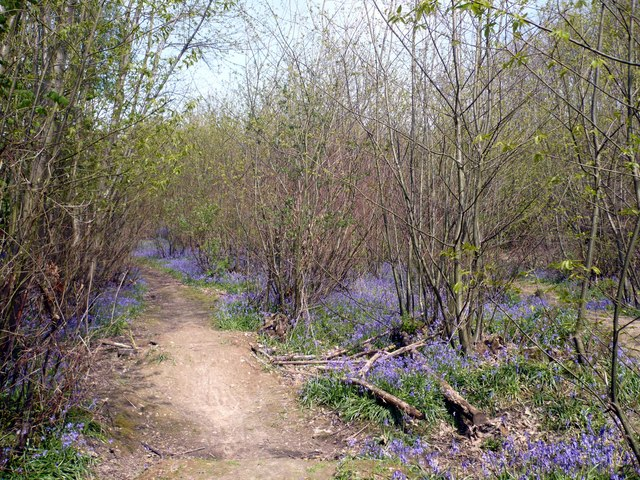
Campainhas entre talhadias em Bysing Wood, Kent
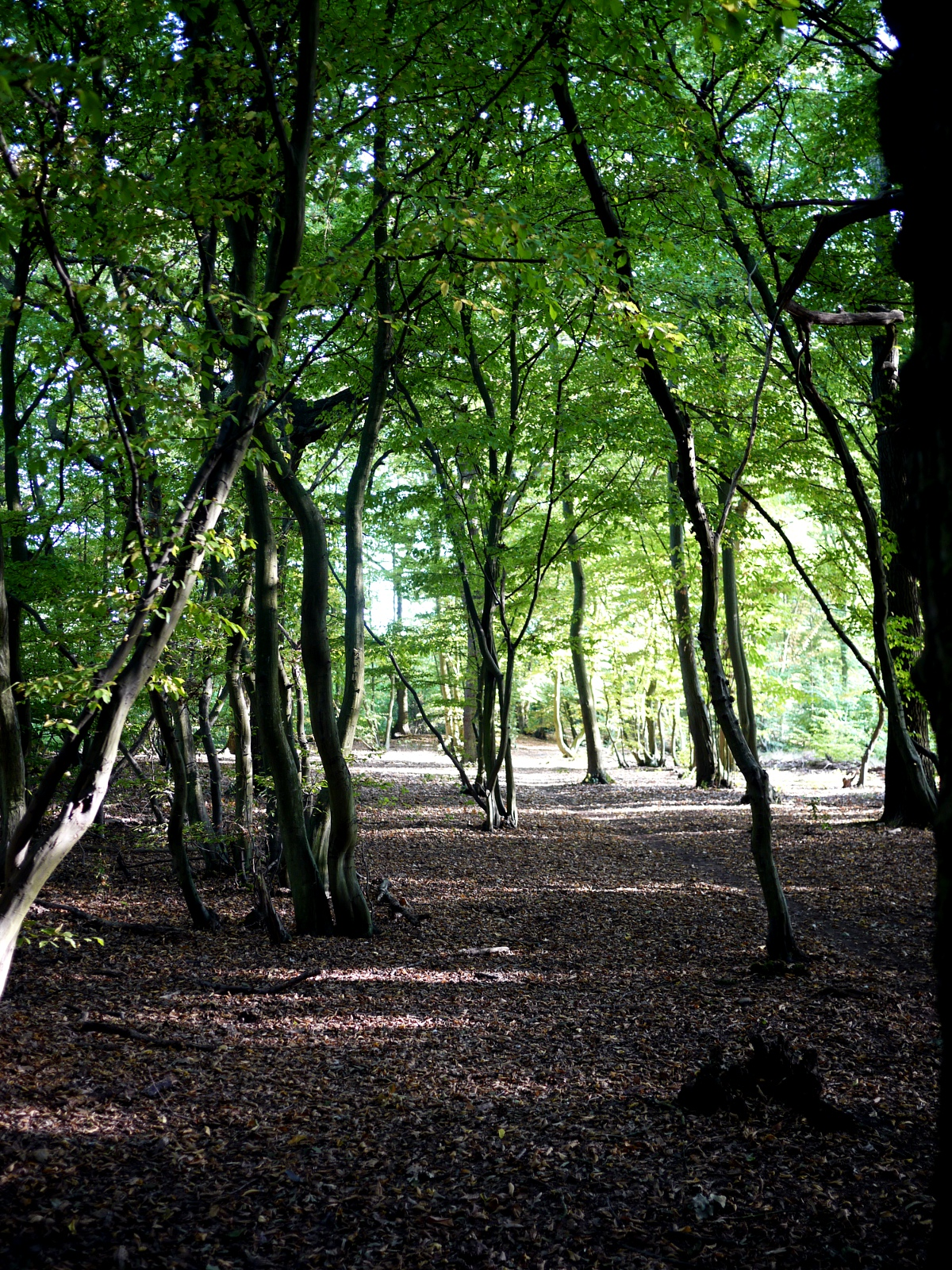
Talhadia de carpino, Pond Wood, Essex
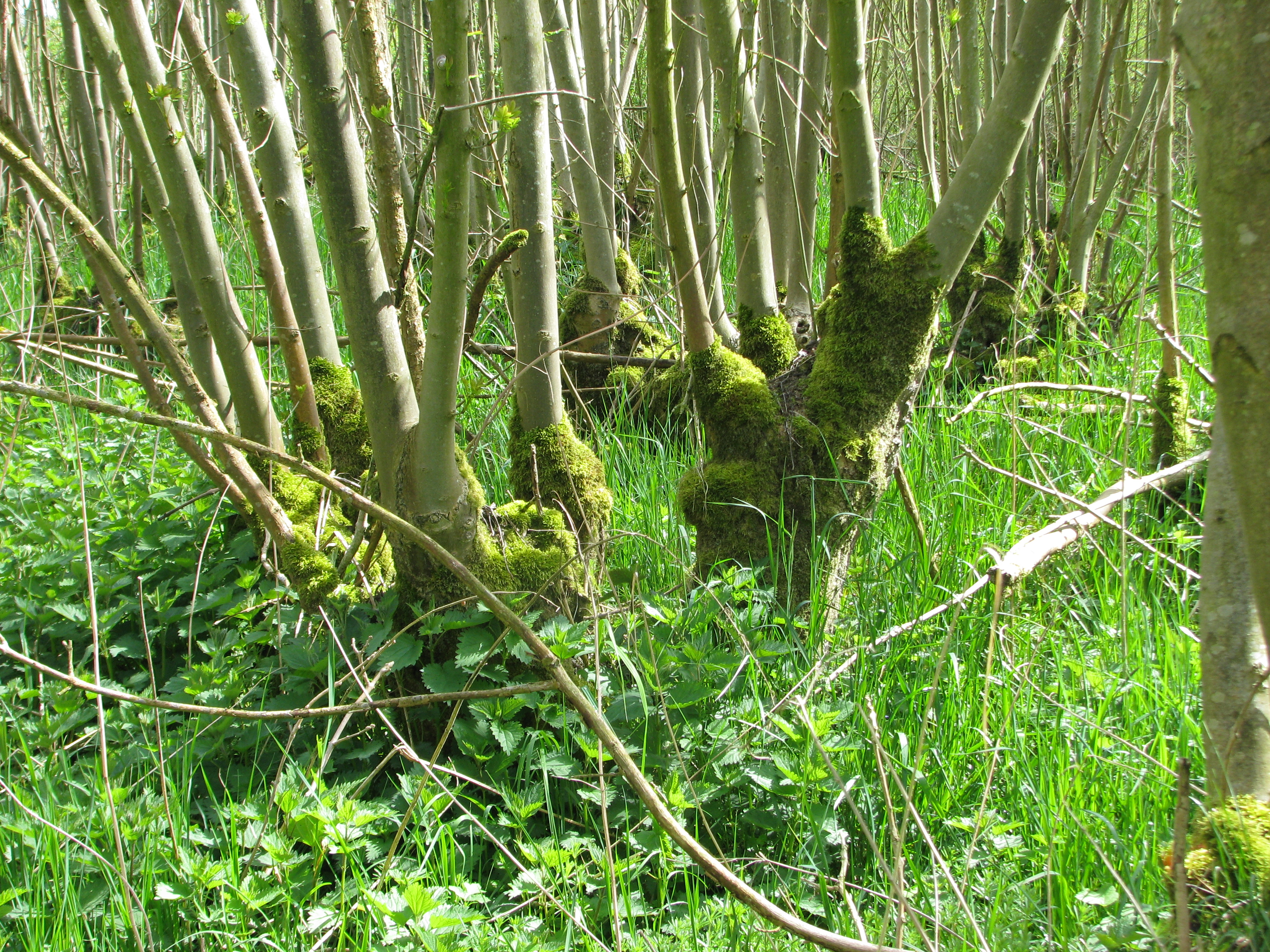
Talhadia de freixo em Overlangbroek, Países Baixos
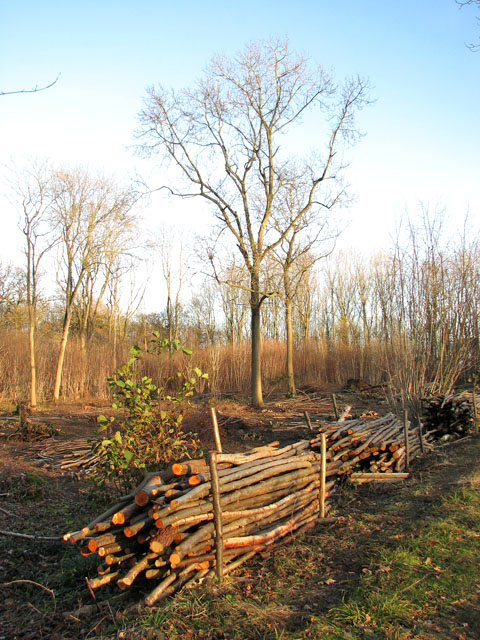
Talhadia em progresso, note-se as árvores típicas entre os cepos de talhadias, Lower Wood, Norfolk